# Karov
Karov ((bg): Каров, féminin Karova) est un patronyme bulgare pouvant désigner :
- Anelia Karova (en)[1] (née en 1989), joueuse bulgare de tennis de table
- Dimitar Kariv (en) (né en 1943), joueur bulgare de volleyball
- Shmuel de Karov (en)[2] (1735–1820), rabbin hassidique polonais